# Ugur Yildirim
Ugur Yildirim (8 de mayo de 1982, Países Bajos). Juega actualmente en las filas del CSV Apeldoorn, equipo de la liga neerlandesa. Posee la doble nacionalidad (Neerlandesa y Turca). Ha jugado en equipos como el Go Ahead Eagles, Gaziantepspor y Heereveen. 
En febrero de 2005, tuvo que elegir en que selección jugar debido a la doble nacionalidad que tiene por ser hijo de padres turcos. Pese a jugar en el SC Heerenveen admite que es fanático del Galatasaray turco. Ha ganado el torneo llamado: ``Freak Kick Master´´ celebrado en la ciudad de Marbella por delante de Zinedine Zidane.